# Piazzo (Biella)
Il Piazzo è un quartiere storico della città di Biella, in Piemonte. Costituisce la parte medioevale della città; è posta su un'altura (480 m s.l.m.) a una quota più elevata rispetto alla parte più moderna, detta Biella Piano.
Posto su una collina a ovest rispetto al centro della città - a cui è unita da una pittoresca funicolare aperta nel 1885 - il Piazzo è tuttora il cuore storico della città, con le sue antiche botteghe e i numerosi bar con dehors. È raggiungibile attraverso la strada che sale verso il rione del Vandorno ed è collegata al piano da strade (asfaltate o pedonali) dette coste.
Fu sede abitativa del casato dei Ferrero della Marmora e del feudatario medioevale Sebastiano Ferrero che qui fece costruire l'alta torre ottagonale del Palazzo La Marmora che domina la città a ridosso del quartiere antico del Vernato e del complesso rinascimentale di San Sebastiano, oggi sede del Museo del Territorio Biellese.
Il borgo un tempo era circondato da mura e chiuso da monumentali porte (quella tuttora meglio conservata è la Porta d'Andorno posta in direzione di Andorno Micca e della Valle Cervo) e collegato alla parte bassa della città da una serie di ripide viuzze chiamate coste, tuttora mantenute nello stato pressoché originale.
Le principali erano: la costa del Vernato, la costa di Ghiara (oggi costa San Sebastiano), la costa delle Noci e la costa di Andorno (oggi costa del Piazzo).

## Origini

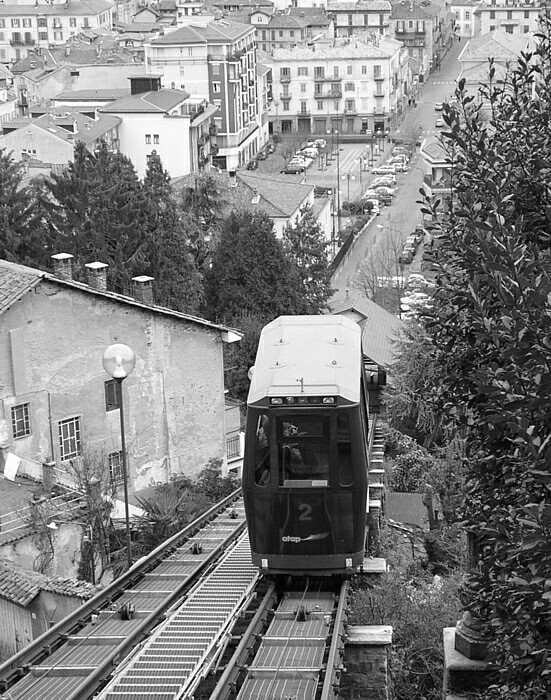
La funicolare che collega Biella Piano al Piazzo. Nella foto, una delle due cabine in uso fino al 26 maggio 2017.

La storia del Piazzo è antica ed articolata. Ha inizio nel XII secolo quando Uguccione, vescovo di Vercelli, la cui diocesi aveva signoria sulla zona, concesse - il 12 aprile 1160 - tre importanti privilegi (amministrazione della giustizia, macellazione delle carni, la possibilità di tenere un mercato settimanale) a chiunque fosse stato disposto ad abitare sulla collina denominata Piazzo che sovrasta la città (nel linguaggio dell'epoca: de monte uno qui nominatur Plaç).
Scopo di questa decisione - che aprì le porte alla nascita del Comune - era in realtà quello di creare per il vescovado un rifugio sicuro dalle lotte aperte fra i ghibellini vercellesi e i guelfi biellesi.
Così nacque il borgo del Piazzo, tuttora caratterizzato dalla scenografica piazza Cisterna (con il relativo palazzo Cisterna e altri palazzi nobiliari), i portici con i capitelli di pietra e le decorazioni in cotto.

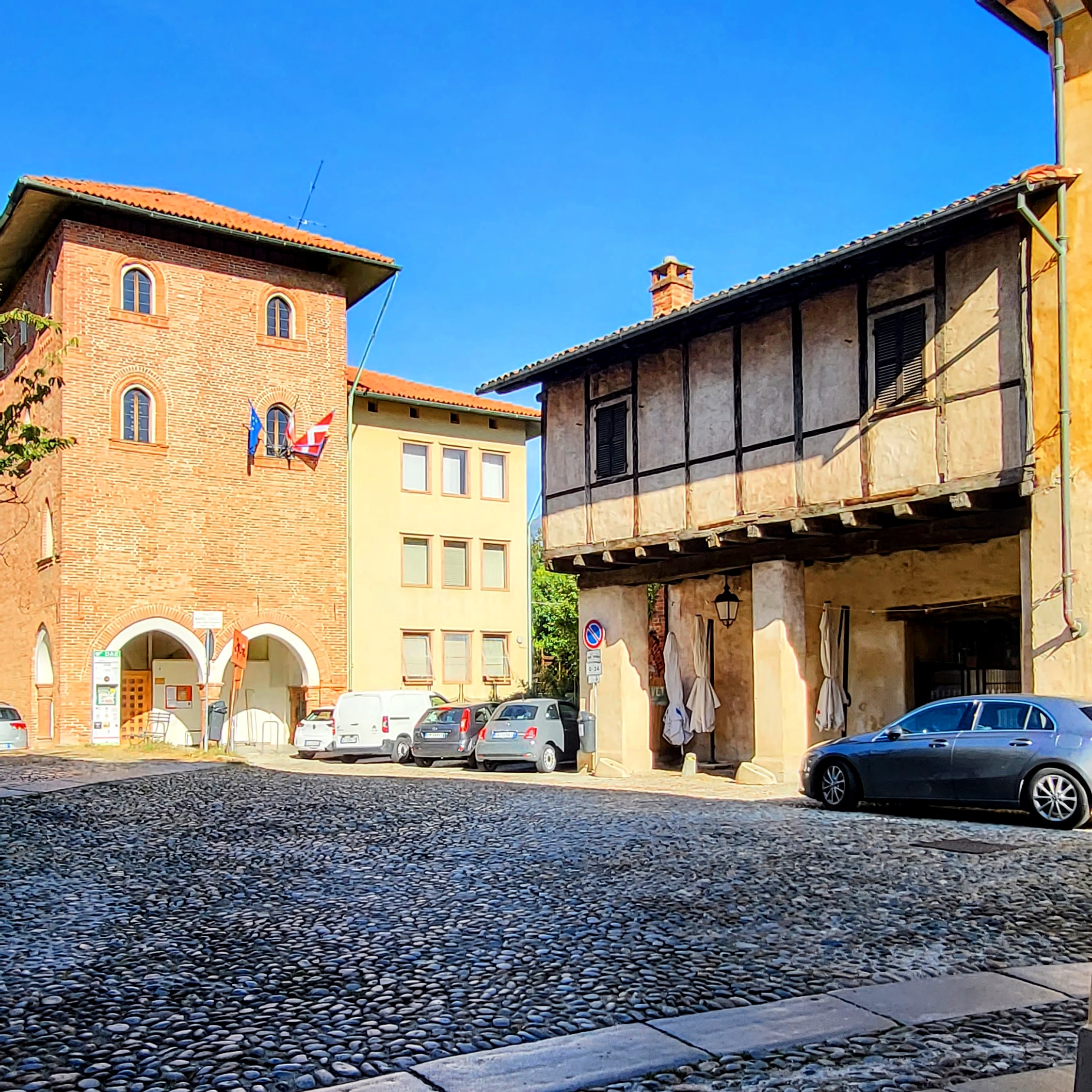
A destra una casa di tipica costruzione medievale in Piazza Mario Cucco

Poco distante, all'inizio del corso del Piazzo, sono visibili quelle che nel Settecento erano le antiche prigioni cittadine, anticamente Casa Coda, recentemente restaurate ed adibite ad Ostello della Gioventù. In questo edificio ebbe i natali, nel 1614, lo storiografo Carlo Antonio Coda.
Il castello del vescovo Uguccione andò distrutto durante la rivolta del 1377 capeggiata dal canonico Codecapra, una sommossa che portò Biella alla devoluzione a casa Savoia, con il conseguente passaggio di tutti i comuni biellesi sotto il dominio sabaudo.

## Luoghi
- Piazza Cisterna - fulcro del borgo, fino alla seconda metà dell'Ottocento ha ospitato la sede del Comune ed era sede del mercato. È circondata da portici medioevali che costeggiano palazzi a due o tre piani
- Piazzetta di San Giacomo - sorge accanto all'antico Palazzo comunale ed ospita il prospetto principale ed il campanile della chiesa parrocchiale dedicata a san Giacomo e il Palazzo Gromo di Ternengo
- Corso del Piazzo - è la via principale che attraversa longitudinalmente il borgo. È visibile un'antica meridiana. Vi si affaccia il Palazzo Ferrero della Marmora
- Via Avogadro - è intitolata al fisico Amedeo Avogadro che qui soggiornò per brevi periodi

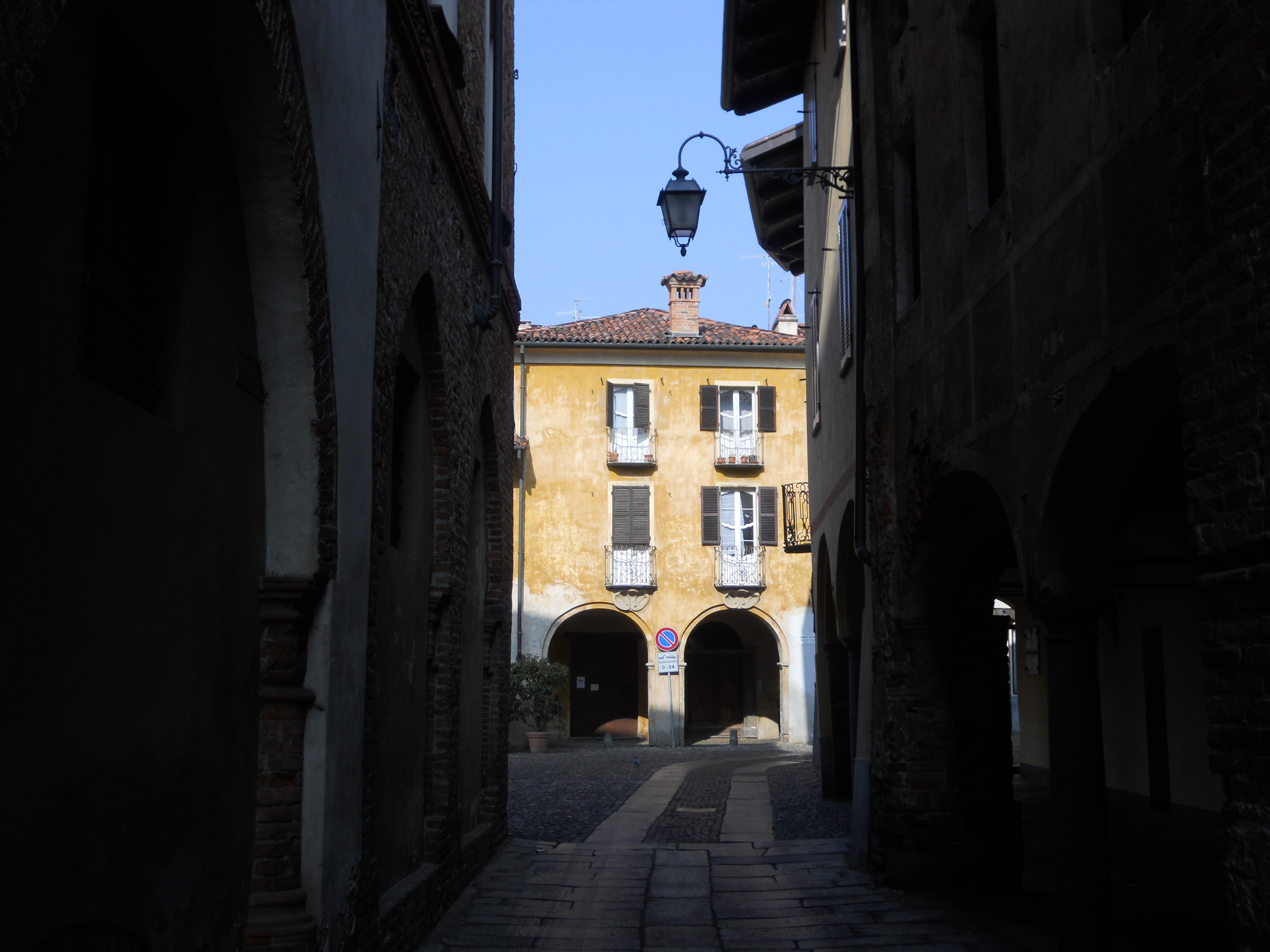
Piazza Cucco, vista da via Avogadro

- Piazza Cucco - è uno dei punti panoramici del borgo. Si affaccia sui sobborghi del Vandorno e del Barazzetto e sulla valle di Pollone dove ha sede il Parco della Burcina

## Palazzi
- Palazzo Ferrero - vedi pagina su Palazzo La Marmora.
- Palazzo Dal Pozzo della Cisterna (o Palazzo della Cisterna) - è situato in piazza Cisterna. Il prospetto risale alla fine del XVI secolo ed è arricchito da numerose decorazioni in cotto; al piano nobile sono custoditi affreschi celebrativi della seconda metà del Cinquecento con episodi della storia dell'antica Roma. Ora di proprietà comunale, ospita eventi culturali. Fu eretto sul luogo in cui sorgevano le case dei loro avi dai fratelli Dal Pozzo: Lodovico, Giacomo, Fabrizio (conte di Ponderano) e Carlo Antonio, arcivescovo di Pisa. Il palazzo fu spogliato di ogni mobile e suppellettile nel 1821 a seguito della condanna inflitta al principe Emanuele Dal Pozzo coinvolto in moti di rivolta.
- Palazzo Gromo di Ternengo - si affaccia su piazzetta di San Giacomo.
- Palazzo Scaglia - prossimo alla Casa degli Antoniani, fu dimora della famiglia omonima. Risale al XVI secolo e conserva, dal lato nord, un'elegante fascia in cotto con disegni su fondo azzurro.

- 1160 - Il vescovo di Vercelli Uguccione concede privilegi per trasferire al Piazzo il cuore della città.
- 1377 - Durante la rivolta dei biellesi - che porterà all'avvicinamento a casa Savoia - va distrutto il castello vescovile che sorgeva accanto a dove oggi si trova il palazzo Ferrero.
- 1379 - La città fa atto di dedizione verso i Savoia.
- 1432 - Sulle rovine del convento vescovile viene costruito il convento di San Domenico che custodirà le tombe delle famiglie notabili della città. Il convento verrà a sua volta distrutto durante l'era napoleonica e sostituito da un impianto industriale (oggi è residenza privata).

(Nell'immagine: Palazzo Gromo di Ternengo, a destra l'abside della chiesa di San Giacomo)
- Casa Antoniani - situata lungo i portici, è il palazzo più vicino alla stazione della funicolare.
- Casa Avogadro - in realtà si tratta di un gruppo di case poste all'inizio dell'omonima via, ospitò per brevi soggiorno il fisico Avogadro.
- Casa Teccio - è l'edificio più antico di piazza Cisterna.
- Casa Vercellone - è caratterizzata dal classico porticato che definisce architettonicamente e urbanisticamente piazza Cisterna.
- Casa Vialardi - della nobile famiglia omonima, fu eretta nel XIV secolo. Un portico ad archi ogivali e finestre ornate di terrecotte ne caratterizzano la struttura architettonica. Donata al seminario di Biella, fu poi ceduta al Comune. Dagli anni sessanta è adibita a scuola elementare. Si affaccia su piazza Cucco.

## Architetture religiose
- Chiesa parrocchiale di San Giacomo - situata nell'omonima piazzetta, fu consacrata nel 1227; conserva opere di Daniele De Bosis e ospita le reliquie del beato Agostino de Fango. Sulla piazza si affaccia anche il Palazzo Gromo di Ternengo il cui prospetto è caratterizzato da pregiate cornici in terracotta.
- Chiesa della Confraternita di Sant'Anna - Situata in via Avogadro, è la prima chiesa di questa confraternita sorta a Biella. Risale ad un anno imprecisato fra il 1600 ed il 1700. Sicuramente del 1753 è l'innalzamento del campanile, iniziato nel Seicento.
- Chiesa della Confraternita del Santo Sudario - la sua edificazione iniziò nel 1667 e fu portata a compimento nel 1765. Chiusa al culto nel 1807, venne riaperta nel 1834 da Carlo Ferrero della Marmora. È situata tra i palazzi dei Ferrero della Marmora e dei principi Ferrero Fieschi.

## Porte
- Porta d'Andorno - fu eretta nella prima metà del XIV secolo con la fortificazione disposta dal vescovo Lombardo della Torre. La parte rivolta verso il Piazzo riproduceva con dipinti l'arma degli Scaglia e la Sacra Sindone.
- Porta di Ghiara - eretta al pari della Porta d'Andorno nel 1300 è l'unica che conservi, sul fianco sinistro, resti di merlatura. Il tradizionale ponte levatoio medioevale era sostituito da saracinesche scorrevoli che ne garantivano l'inaccessibilità.
- Porta della Torrazza - detta anche "Porta d'Oropa" in epoca medioevale era una porta fortificata oggi sostituita da una porta decorativa costruita dal Comune nel 1780 per commemorare la visita di Vittorio Amedeo III e della consorte Maria Antonia Ferdinanda di Spagna alla città e al Santuario d'Oropa. In cima alla porta è riportata l'iscrizione Victorii Amedei III Sardiniae Regis. La porta è realizzata con mattoni a vista; presenta una struttura ad arco con una pianta di forma trapezoidale in modo da apparire in asse con la strada in curva. È sormontata dallo stemma sabaudo.